# Томаш Петржічек
Томаш Петрічек (чеськ. Tomáš Petříček; 27 вересня 1981, Рокицані) — чеський політик і політолог, активіст Чеської соціал-демократичної партії, міністр закордонних справ Чехії (2018—2021).

## Життєпис
2004 року закінчив факультет міжнародних відносин у Карловому університеті в Празі, 2006 року отримав там ступінь магістра, а 2014 року отримав докторський ступінь. Тим часом він також здобув освіту в Університеті Ворика.
Активіст Чеської соціал-демократичної партії, у 2002—2004 роках очолював секретаріат молодіжної організації. Потім працював у партійній організації Чеської соціал-демократичної партії, як помічник і радник депутата Європарламенту, а також міським чиновником у Празі. Він займався приватною консалтинговою діяльністю, був призначений на органи[що?] різних підприємств.
З травня до грудня 2017 року він обіймав посаду заступника міністра праці та соціальних справ.
У серпні 2018 року він став заступником міністра закордонних справ.
16 жовтня 2018 року він став міністром закордонних справ у другому уряді Андрія Бабіша. Обіймав посаду до 12 квітня 2021 року.
6 травня 2020 року Томаш потрапив у ДТП у Празі. Коли він повертався на таксі додому, водієві стало зле, і він врізався у припаркований автомобіль. Водій таксі помер у лікарні, сам міністр не постраждав.